# 香日德镇
香日德镇，是中华人民共和国青海省海西蒙古族藏族自治州都兰县下辖的一个乡镇级行政单位。

## 行政区划
香日德镇下辖以下地区：
南北街社区、沱海村、新源村、新华村、下柴源村、上柴源村、柴兴村、下柴开村、中庄村、上柴开村、沙珠玉村、察汗毛村、得胜村、兴盛村、永盛村、联盛村、东盛村、乐盛村、香乐村、东山村、香盛村、香源村、小夏滩村和幸福村。